# 藍田未央
藍田 未央（あいだ みお、1982年10月14日 - ）は、日本の女優、タレント、グラビアアイドル。
東京都世田谷区出身。

## 人物
東京都世田谷区出身。3人家族の一人っ子長女。
幼少期から数々のレッスンを受け、小学校3年生でスキー検定3級取得。その他水泳、ピアノ、乗馬、新体操など。
犬と猫を飼っていてペットショップでアルバイトした経験もあるほど動物が好き。
大の野球観戦好きで巨人の大ファン。2012年のシーズンではオープン戦から開幕戦、ペナントレース、交流戦、クライマックスシリーズ、日本シリーズは観にいけなかったもの日本一を決めた年はかなりの観戦数だった。
2015年には宮崎キャンプも訪れている。
2016年モノマネプロ野球公式マネージャーになり、念願のプロ野球の仕事ができる。
19歳でグラビアでデビューを目指すも諸事情により芸能を諦める。
カラオケが好きでボイストレーニングに通い始めた時に「ライブに出る」などの目標を立てたほうがいいと勧められたことをきっかけに芸能活動を開始。
しばらくはソロや友人と一緒にデュオでライブハウスでオリジナルソングを歌うようになる。
経理の知識があり、会計事務所で決算業務の仕事の経験もある。

## 出演

### TV・WEB番組
- ピグワングランプリ (2014) - ゲスト出演
- お〜でぃえんすV (テレビ埼玉、2015) - ライブ出演
- 為近あんなのボナスタジアム （マイスマTV、2015）- ゲスト出演
- アイドルピット (YAMADA動画、2015) - 隔週月曜日レギュラー
- アイドルピット「きゅるきゅるランキング」(北参道放送局・ニコ生・YouTube連動、2015) - レギュラー
- シロウト女子のえびす裁判 (MGSシアター、司会 蛭子能収、2016) #4〜8
- スカパーアイドル番組「Pigoo」(2016)
- CS放送「エンタ!371」(2016)
- 山里と100人の美女 真夏の女子会 大告白SP (TBSテレビ、司会 山里亮太、2016)
- ニコジョッキー「学力テスト」(ニコ生、AbemaTV、fc2、2016) - ゲスト出演
- ぷるるんトラベラー#35 (サンテレビ、2016)
- 山里と100人の美女 福女&ダメ女だらけの新年会SP (TBSテレビ、司会 山里亮太、2017)

### 映画
- 教科書にないッ!(2016、佐々木証太監督) - セーラ役
- 土竜の唄〜香港狂騒曲〜 (2016、三池崇史監督) - 香港水着美女ダンサー役
- 新宿スワン2 (2017、園子温監督) - キャバ嬢役

### ドラマ
- 夜カフェ (東京MX、2016)

### 舞台
- ファイヤーガイズド公演vol.5「オサエロ」(2016) - ヒロイン 沢口夏子役

### DVDシネマ
- 東京女子刑務所 チャプター3 エリア0 (2016、越坂康史監督) - 一堂かずえ役
- サマーオーシャン！ (2016) - 笹塚真由役

### 広告
- dazzy gift「CHOUDAI dazzy」（2016、ショートムービー） - ナナセ役
- ボクシングジム エスジム WEBモデル (2016)
- メットライフ生命保険 企業インナームービー「Heart to Heart」(2016) - カップル役
- たかの友梨 スイスゼリー インフォマーシャル (2016) - イメージモデル
- ソフトバンク「Yahoo!モバイル」TVCM (2016)
- 箱根 ホテル天成園、箱根 ホテル南風荘 WEBモデル (2016)
- スクウェア・エニックス 「星のドラゴンクエスト」TVCM WEB その他オール媒体 (2016)
- 三菱地所・サイモン株式会社「プレミアム・アウトレット」WEB CM 店員役 (2016)
- オリックス自動車「Ever Drive」WEBムービー ポスター カタログ チラシ等 夫婦役 (2017)

### 音楽
- ソロ、デュオ、ユニット等でライブ活動。オリジナル曲の作詞担当
- ダンス&ボーカルユニット「アイドルピット3期生」(2015)

### ラジオ
- 今夜もまた金曜日 あぃちぃと乙女達の華金 (レインボータウンFM、2014〜2015) - パーソナリティ
- ユメルのモナリザラウンジ (TOKYO FM ミュージックバード 2016) - ゲスト出演

### 雑誌
- EXMAX 2016年12月号
- メンズナックル 2016年9月号
- VANITY MIX (読者モデル、2015年9月号、12月号、2016年6月号、9月号)

### イベント
- みみまると行こうよ! 野球観戦イベント8/22東京ドーム 巨人VS阪神 (2015)
- ZAQ THE QUEEN2016 ファーストステージ スチール&動画 (2016)
- あみゅ博×ミニコレ〜Super Hot Live 2016 Summer〜 水着ファッションショー (2016)
- みみまると行こうよ! 野球観戦イベント8/20 東京ドーム 巨人vs阪神 (2016)
- 女子プロ野球 埼玉アストライアvs兵庫ディオーネ 浦和市営球場 イベント出演 ものまねプロ野球 マネージャー (2016)
- COLOR MASTERS イメージガール (2016)
- みんなのプロ野球ファンミーティングvol.3 鶴岡一成トークショー Baseball Loversとしてゲスト出演 (2016)